# Organic Preparations and Procedures International
Organic Preparations and Procedures International (abrégé en Org. Prep. Proced. Int.) est une revue scientifique bimestrielle à comité de lecture qui publie des articles concernant le domaine de la chimie organique,.
D'après le Journal Citation Reports, le facteur d'impact de ce journal était de 0,956 en 2014]. Actuellement, le directeur de publication est J.-P. Anselme (Université du Massachusetts, États-Unis).

## Histoire
Au cours de son histoire, le journal change de nom :
- Organic preparations and procedures, 1969-1970  (ISSN 0885-6672)
- Organic Preparations and Procedures International, 1971-en cours  (ISSN 0030-4948)